# Rue J. Alexander
Rue J. Alexander (* 4. Oktober 1889 in Talbot, Benton County, Indiana; † 2. Januar 1949) war ein US-amerikanischer Politiker. In den Jahren 1948 und 1949 war er Vizegouverneur des Bundesstaates Indiana.

## Werdegang
Rue Alexander besuchte das Lafayette Business College und arbeitete danach bis 1915 auf einer Farm. Anschließend war er als Automechaniker tätig. Später handelte er mit Autos und Traktoren. Im Jahr 1918 war er während der Endphase des Ersten Weltkrieges Feldwebel in der United States Army. Danach war er für einige Zeit in Boswell für die Wasserversorgung zuständig. Schließlich arbeitete er als Verkäufer für die Firma Cornbelt Feed Company.
Politisch schloss er sich der Republikanischen Partei an. Zwischen 1943 und 1947 übte er das Amt des Secretary of State von Indiana aus. 1948 wurde er zum Vizegouverneur dieses Staats ernannt, nachdem sein Vorgänger im Amt, Richard T. James, zurückgetreten war, um Vizepräsident und Schatzmeister der Butler University zu werden. Diesen Posten bekleidete er zwischen dem 14. April 1948 und dem 2. Januar 1949. Dabei war er Stellvertreter von Gouverneur Ralph F. Gates und Vorsitzender des Staatssenats. Er starb am 2. Januar 1949, kurz vor dem Ende seiner Amtszeit. 